# Silene inclinata
Silene inclinata är en nejlikväxtart som beskrevs av Hub.-mor. Silene inclinata ingår i släktet glimmar, och familjen nejlikväxter. Inga underarter finns listade i Catalogue of Life.